# Чердабаєв Равіль Тажигарійович
Равіль Тажигарійович Чердабаєв (1940, Атирауська область, Казахська РСР, СРСР) — казахстанський дипломат, Надзвичайний і Повноважний Посол Республіки Казахстан.

## Біографія
Народився у 1940 в Атирауській області Казахстану. У 1966-му закінчив Московський інститут нафтохімічної і газової промисловості.
У 1966—1968 рр. — інженер-конструктор, начальник тракторного цеху, головний інженер заводу в Гур'євській області;
У 1968—1973 рр. — перший секретар райкому, обкому комсомолу в Гур'євській області;
У 1973—1975 рр. — навчання у Вищій партійній школі при ЦК КПРС;
У 1975—1987 рр. — перший секретар райкому, міськкому партії, м. Гур'єв;
У 1987—1989 рр. — заступник головного інженера з технічних питань виробничого об'єднання «Тенгізмунайгаз»;
У 1989—1990 рр. — перший секретар міськкому партії, Гур'єв;
У 1990—1992 рр. — заступник голови облвиконкому, Гур'єв;
У 1992—1993 рр. — перший заступник акима Гур'єва;
У 1993—1994 рр. — директор казахсько-американського підприємства «Тенгізшеврой»;
У 1994—1999 рр. — Міністр нафти та газу Казахстану;
У 1999—2003 рр. — Надзвичайний і Повноважний Посол Республіки Казахстан в Україні.
У 2003—2004 рр. — Посол з особливих доручень Міністерства закордонних справ Республіки Казахстан, Спеціальний Представник Казахстану на міжнародних переговорах з питань правового статусу Каспійського моря
У 2004—2007 рр. — депутат Мажилісу Парламенту Республіки Казахстан.

## Знання мов
Володіє російською, англійською мовами.